# دودنبی
دودُنبی (نام علمی: Diplura) نام یک راسته از رده درون‌آروارگان است. تاکنون ۸۰۰ گونه از این جانداران کشف شده‌است. ۷۰ گونه در آمریکای شمالی، ۱۲ گونه در بریتانیا و دو گونه در استرالیا مشاهده گردیده است. به آن‌ها دم‌چنگالان هم گفته‌اند.
دونبی‌ها فاقد چشم مرکب و ساده هستند. در انتهای شکمشان دارای پیوست‌های بلندی هستند و طول بدنشان حدود ۷ میلی‌متر یا کمتر است؛ بنابراین در مقایسه با کولمبولا (Collembola) و پروتورا (Protura) اندازه نسبتاً بزرگتری برخوردارند و روی خاک برگ‌ها و زیر پوسته درختان از مواد مختلف آلی تغذیه می‌کنند.

## کالبدشناسی

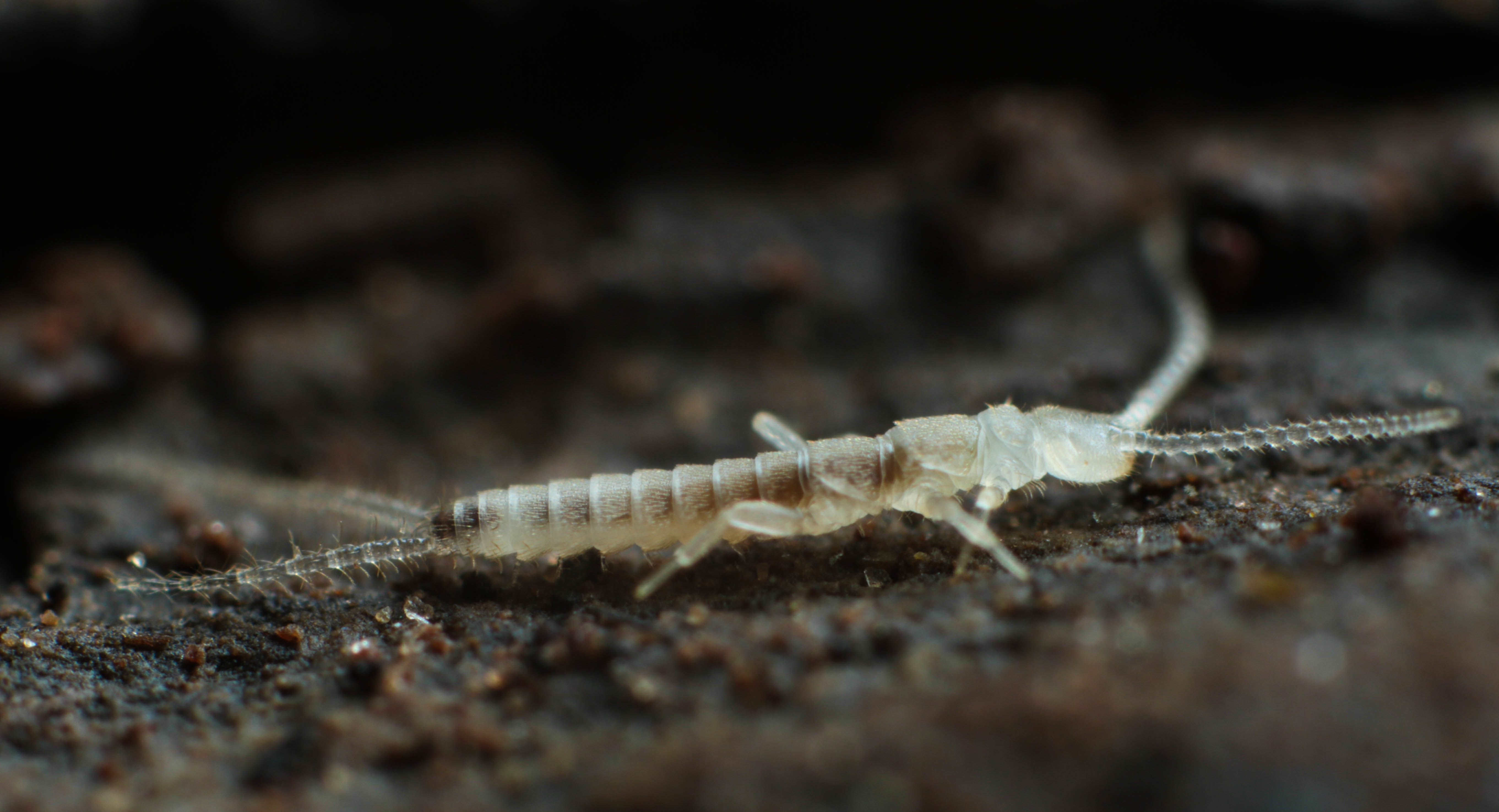
دودنبی Campodeidae، گرفتن عکس از دودنبی ها با توجه به سرعت بالای آنها دشوار است

دونبی‌ها اکثراً بین ۲ تا ۵ میلی‌متر طول دارند، یک گونه به نام جیپیکس (Japyx) تا طول ۵۰ میلی‌متر رشد می‌کنند. دو دنبی‌ها فاقد چشم می‌باشند، به غیر از گونه دم سیاه باقی گونه‌ها فاقد رنگدانه می‌باشند. دودنبی‌ها دارای دو شاخک ده تکه در جلوی سرخود می‌باشند که از آن‌ها برای مسیریابی استفاده می‌کنند. همچنین در قسمت آخر از یازده قسمت بدن دو زائده دم مانند دارند. در برخی گونه‌ها این دمها بلند و بند بند می‌باشند و در برخی گونه‌ها کوتاه و گیره مانند می‌باشند. نام گذاری این گروه هم به خاطر این دمهاست که در یونانی diplo به معنی دو و uros به معنی دم می‌باشد(Diplura). بعضی از دودنبی‌ها در صورت لزوم قادرند دم خود را جدا کنند(autotomy). از تمام بندپایان زمینی تنها دودنبی‌ها علاوه بر پوست اندازی این قابلیت را دارند. دو دنبی‌ها تا ۳۰ بار در طول عمر خود پوست اندازی می‌کنند که آخرین پوست اندازی در یک سالگی اتفاق می‌افتد. به نظر می‌رسد کیسه‌های شکمی این جاندار با جذب رطوبت ذخیره آب بدن را کنترل می‌نمایند.